# Die Prophezeiung
Die Prophezeiung è il terzo album del gruppo musicale tedesco E Nomine, pubblicato il 14 aprile 2003.

## Brani
1. Seit Anbeginn der Zeit...(Introduzione) ("Dall'inizio dei tempi...")
2. Die Verheissung (Intermezzo) ("La profezia")
3. Deine Welt ("Il tuo mondo")
4. Schwarzer Traum (Intermezzo) ("Sogno nero")
5. Mondengel ("Angelo della Luna")
6. Der Lockruf (Intermezzo) ("La chiamata")
7. Das Omen (im Kreis des Bösen) ("Il presagio (nel cerchio del male)")
8. Lauf der Zeit (Intermezzo) ("Il corso del tempo")
9. Das Rad des Schicksals ("Le ruote del destino")
10. Das Orakel (Intermezzo) ("L'oracolo")
11. Der Blaubeermund ("La bocca di mirtillo")
12. Sternensturm (Intermezzo) ("Pioggia di stelle")
13. Im Zeichen des Zodiak ("Sotto il segno dello Zodiaco")
14. Die Brücke ins Licht (Intermezzo) ("Il ponte nella luce")
15. Laetitia  ("Gioia")
16. Das Rätsel (Intermezzo) ("L'indovinello")
17. Der Prophet ("Il profeta")
18. Land der Hoffnung ("Terra di speranza")
19. Anderwelt (Laterna magica) ("Aldilà (lanterna magica)")
20. In den Fängen von... (Intermezzo) ("Nella stretta di...")
21. Mysteria ("Misteri")
22. Friedhof der Engel (Intermezzo) ("Cimitero di angeli")
23. Die Runen von Asgard ("Le rune di Asgard")
24. Das Erwachen (Intermezzo) ("Il risveglio")
25. Schwarze Sonne ("Sole nero")
26. Endzeit (Intermezzo) ("Conclusione")
27. Jetzt ist es still ["Tutto tace ora")